# Teatro de Ellen Eccles
El Teatro de Ellen Eccles (en inglés: Ellen Eccles Theatre) fue construido en 1923 en Logan, en la calle principal de Utah al oeste de Estados Unidos. Entonces era conocido como el Teatro Capitol, era originalmente una casa de vodevil y la ópera. Cuando el vodevil se acabó, se convirtió en un sitio principalmente para eventos de la comunidad, y cada vez más películas. En 1980, el Capitolio había caído en mal estado y se convirtió en una casa destartalada. En 1988, parecía probable que el Capitolio sería demolido y convertido en un estacionamiento. El Clamor popular, sin embargo, llevó a la ciudad de Logan a comprar el teatro y una organización sin fines de lucro fue creada para renovarlo y manejarlo, ahora conocido como el Centro de artes del valle Cache. Este esfuerzo de restauración tuvo un revés en 1990, cuando un incendio destruyó gran parte del anexo del teatro. Sin embargo, se mantuvo, y el edificio fue bautizado Ellen Eccles Theatre en honor de un miembro de la familia de uno de los principales filántropos, y abrió para una función de gala el 8 de enero de 1993.